# Gabinet Nowej Zelandii
Gabinet (Cabinet) - organ władzy wykonawczej w Nowej Zelandii, składający się z premiera oraz najważniejszych ministrów. Jest wzorowany na podobnym organie działającym w Wielkiej Brytanii. 
Na czele Gabinetu stoi premier Nowej Zelandii, którego formalnie powołuje gubernator generalny, jednak w praktyce stanowisko to przypada automatycznie liderowi największej partii parlamentarnej. Gubernator generalny - na wniosek premiera - powołuje i odwołuje także pozostałych członków. Należy pamiętać, iż w systemie westminsterskim (na którym opiera się ustrój polityczny Nowej Zelandii) ministrowie dzielą się na tych zasiadających w Gabinecie (Cabinet ministers) oraz tzw. młodszych ministrów (junior ministers). Ci pierwsi odpowiadają często za kilka różnych dziedzin, z których każda ma zwykle swojego młodszego ministra (młodszych ministrów da się więc porównać do polskich sekretarzy i podsekretarzy stanu w ministerstwach). Obie kategorie ministrów są wspólnie określane mianem rządu (co oznacza, iż pojęcia "rząd" i "Gabinet" - w wielu krajach będące synonimami - tutaj znaczą coś innego).
Gabinet nie posiada żadnej formalnej władzy, jest jedynie forum niezobowiązujących konsultacji między jego członkami. Prawo do wydawania rozporządzeń posiada natomiast Rada Wykonawcza. W jej skład wchodzą wszyscy członkowie Gabinetu (choć istnieje możliwość powoływania do niej także innych osób, zwykle są to najważniejsi młodsi ministrowie), ale jej posiedzeniom przewodniczy gubernator generalny.